# Индонезийско-непальские отношения
Непальско-индонезийские отношения — двусторонние отношения между Индонезией и Непалом. Дипломатические отношения между странами были установлены в 1960 году, при этом ни одна из них до сих пор не имеет своего постоянного представителя в другой стране. На данный момент Индонезия занимается организацией почётного консульства в Катманду, которое пока базируется в Дакке, Бангладеш. Непал также уже аккредитовал своё посольство, которое базируется в Бангкоке, Таиланд. Обе страны являются партнёрами и членами-учредителями Движения неприсоединения.

## История
Непал и Индонезия установили дипломатические отношения 25 декабря 1960 года. Индонезия открыла своё посольство в Катманду в 1965 году, которое однако было закрыто в 1967 году из экономических соображений. В апреле 2010 года Индонезия открыла в Катманду своё почётное консульство.
Посольство Республики Индонезия в Дакке аккредитовано в Непале, тогда как посольство Непала в Бангкоке аккредитовано в Индонезии.
И Непал, и Индонезия являются одними из основателей Движения неприсоединения. Непал был участником Бандунгской конференции 1955 года, которая открыла путь для формирования организации.

## Официальные визиты
Мохтар Кусумаатмаджа, министр иностранных дел Индонезии, посетил Непал в 1981 году для участия в коронации короля Бирендры. Премьер-министр Непала Гириджа Прасад Коирала посетил Индонезию в 1992 году для участия в 10-м саммите Движения неприсоединения.
Затем король Гьянендра и королева Комал посетили Индонезию 20-23 апреля 2005 года для участия в Азиатско-африканском саммите в Джакарте. Почётный заместитель премьер-министра и министр иностранных дел Непала Нараян Каджи Шрешта посетил Индонезию в ноябре 2012 года для участия в Пятом Балийском форуме демократии[уточнить], 2012.

## Культура и образование
Индонезия предоставляет стипендии непальским студентам в различных областях. Из-за сходных культурных и туристических интересов, Индонезия предлагает породнить города Бали и Катманду, и что они с удовольствием разделит большой приток туристов, посещающих оба города, когда будет установлен прямой воздушный канал между двумя странами.

## Экономика и торговля
Показатели объёма торговли между двумя странами достигли 14 млн долларов США, что в большей степени приходится на Индонезию. Из Индонезии Непал главным образом импортирует продукты питания, такие как фрукты, орехи и пальмовое масло, а также бумагу, картон и химические вещества. У этих двух стран есть потенциал, который ещё предстоит изучить, особенно в секторах торговли и туризма, а также социального и культурного обмена.